# Augustus Lutheran Church

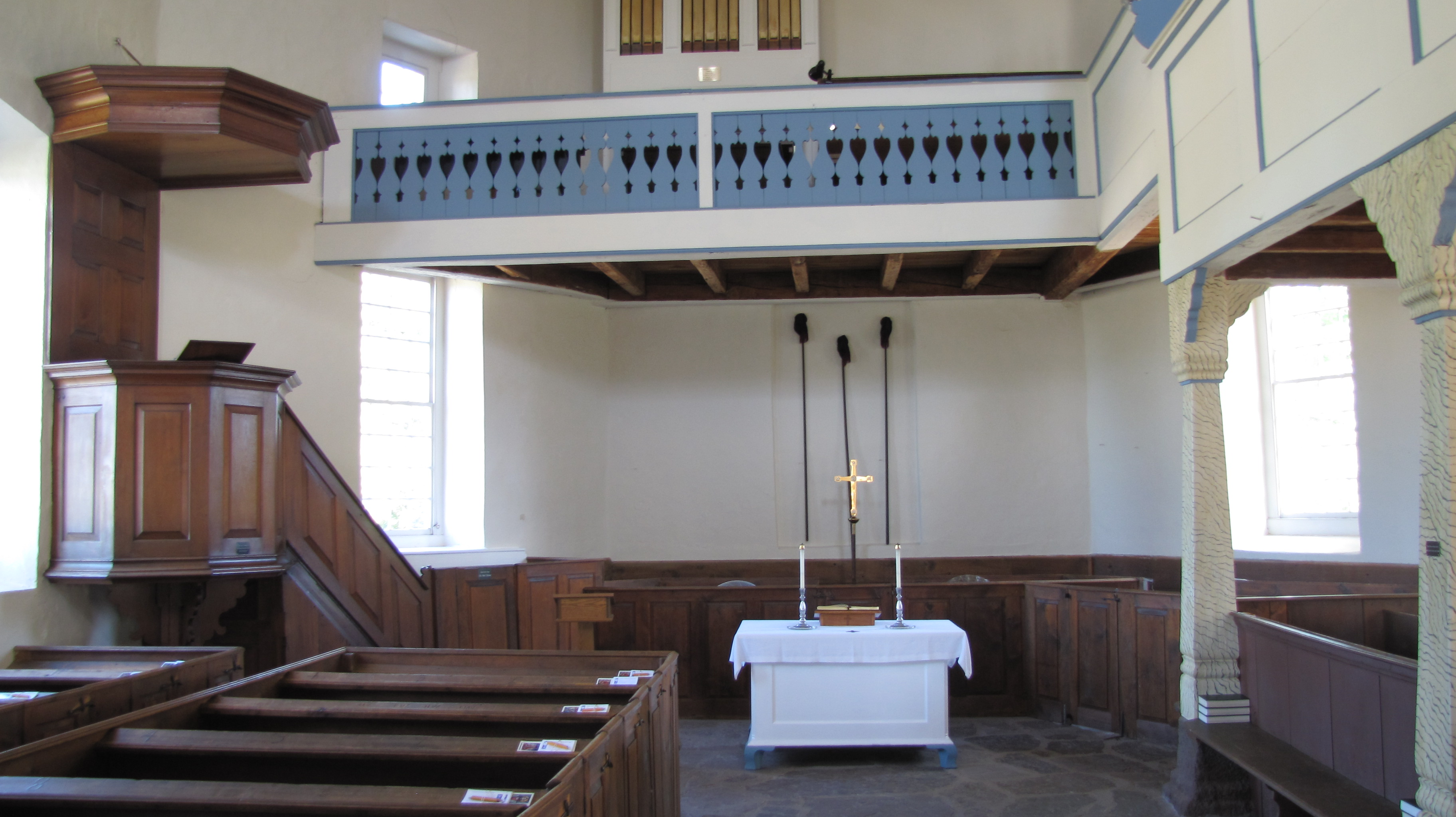
Innenraum mit Kanzel (2010)

Die Augustus Lutheran Church (deutsch Lutherische Augustus-Kirche) ist eine historisch bedeutsame Kirche in Trappe, Pennsylvania. Sie gehört zu einer Kirchengemeinde der Evangelisch-Lutherischen Kirche in Amerika.

## Geschichte
Die Kirche wurde ab 1743 durch den pietistischen Pastor Henry Melchior Mühlenberg erbaut, der als „Patriarch“ der lutherischen Kirche in den Dreizehn Kolonien gilt. Die Widmung erfolgte im Oktober 1746. Benannt wurde sie nach August Hermann Francke, dem Gründer der Franckeschen Stiftungen, der für Mühlenberg ein großes Vorbild war und ihn zu seiner Missionstätigkeit in Pennsylvania ermuntert hatte.
Auch nach dem Bau einer größeren Kirche mit Turm wenige Meter westlich im Jahr 1852 wurden in der Augustus Lutheran Church (nun auch als Old Trappe Church bezeichnet) weiterhin Sommerversammlungen abgehalten. Sie ist die älteste erhaltene lutherische Kirche in den Vereinigten Staaten und gilt als ein sehr gutes Beispiel für den traditionellen Baustil der deutschen Siedler in Pennsylvania. Die Augustus Lutheran Church wurde am 24. Dezember 1967 als Baudenkmal in das National Register of Historic Places aufgenommen.

## Architektur und Ausstattung
Die aus Sandstein gebaute turmlose Saalkirche hat hinter dem Altar einen polygonalen Abschluss, wobei die Seitenfenster, dem traditionellen Baustil in der Region folgend, asymmetrisch gesetzt sind. Im Jahr 1745 schenkten englische Gemeindemitglieder der Augustus Lutheran Church eine Kanzel aus Walnussholz. 1752 wurde in der nordöstlichen Ecke des Innenraums eine Empore für die kurz zuvor aus Europa importierte Orgel errichtet.  Die erodierende Sandsteinmauer wurde 1814 verputzt. Seitdem wurde das Dach fünfmal erneuert, zuletzt im Jahr 1974. Gleichfalls im Jahr 1814 wurde das Kircheninnere im Stil der Pennsylvania Dutch ausgemalt. Im Jahr 1928 erfuhr die Augustus Lutheran Church eine umfangreiche Restaurierung, wobei auch die Wandmalerei von 1814 wiederhergestellt wurde. 1968 wurden die Fensterrahmen erneuert. Die Bankreihen sind bis heute im Original erhalten.